# Centro de la Imagen
El Centro de la Imagen (CI) es un centro cultural de la Ciudad de México. Está dedicado a la investigación, la formación, el análisis y la divulgación de la fotografía y la imagen entre diversos públicos. Se encuentra ubicado en La Ciudadela, mismo que alberga la Biblioteca de México y las oficinas de la Dirección General de Bibliotecas, en el centro histórico de la Ciudad de México.

## Historia
Tuvo como primer antecedente el Consejo Mexicano de Fotografía, fundado en 1977. En los años 90 un grupo de fotógrafos y fotógrafas mexicanas pidió al Gobierno de México un espacio cultural dedicado a la investigación y la exhibición de la fotografía en el país. En respuesta el Consejo Nacional para la Cultura y las Artes creó el Centro, mismo que fue inaugurado el 4 de mayo de 1994. Desde 2015 depende de la Secretaría de Cultura y desde julio de 2025 es administrado por la Dirección General de Bibliotecas.
La directora fundadora fue Patricia Mendoza, curadora, fotógrafa e historiadora del arte, quien fue titular del centro de 1994 hasta 2000. Posteriormente, la sucedieron en la dirección Alejandro Castellanos de 2002 a 2013, Itala Schmelz de 2013 a 2018 y hasta septiembre de 2024, Elena Navarro. El 2 de octubre de 2024 la Secretaría de Cultura del Gobierno de México nombró directora del Centro a Livier Jara García.   

## Instalaciones
El Centro tiene como una de sus actividades principales la conservación de fotografías. Para ello, ha reunido una colección de positivos en papel y diapositivas. Cabe destacar que la colección de diapositivas incluye las exposiciones presentadas en la institución. El acervo completo puede ser consultado por investigadores y estudiantes. Partes de su colección se presentan tanto en el Centro como en otras instituciones.
Desde su fundación en 1994, el Centro de la Imagen tiene como sede la antigua Fábrica de Tabaco, un inmueble edificado en el siglo XVIIque con el tiempo fue conocido popularmente como "La Ciudadela".
La antigua Fábrica de Tabaco se remonta a las reformas impulsada por Carlos III de Borbón, quien el 2 de enero de 1766 impulsó el establecimiento de estancos de tabaco en la Nueva España. Esta decisión llevó a que en 1769 se creara la primera Fábrica de Tabaco, ubicada en la entonces calle Cadena, en la capital de la Nueva España. 
Después de ser sede de diversas instituciones durante los siglos XIX y XX, se establece como centro cultural a finales de las década de 1980, siendo en 1993 cuando la Secretaría de Cultura solicita que el ala noroeste del edificio se adapte para ser sede de una sala de exposición fotográfica, en un proyecto de rehabilitación encomendado al arquitecto Isaac Broid. 
Finalmente, el 4 de mayo de 1994 se inaugura el Centro de la Imagen, albergando en sus instalaciones áreas de exposición, acervo fotográfico, biblioteca, librería y un área para talleres. 

### Salas
El Centro cuenta con seis salas, algunas de ellas especializadas para las muestras en video y nuevas tecnologías.

## Actividades
El Centro tiene como una de sus actividades principales la conservación de fotografías. Para ello, ha reunido una colección de positivos en papel y diapositivas. Cabe destacar que la colección de diapositivas incluye las exposiciones presentadas en la institución.

### Fotoseptiembre - FotoMéxico
En 1993, el entonces Consejo Nacional para la Cultura y las Artes organizó un festival de fotografía denominado Fotoseptiembre. En 1994 Fotoseptiembre pasó a ser parte de las actividades del Centro de la Imagen, llevándose a cabo de manera bienal. 
Desde su creación, el objetivo de Fotoseptiembre fue apoyar la divulgación de la actividad fotográfica en todo el país. Fotoseptiembre motivó la realización de ediciones locales, mismas que se asocian a la convocatoria del Centro de la Imagen y entre las que destacan la organizada en el estado de Sonora, así como las que tienen lugar en ciudades como Aguascalientes, Guadalajara, Morelia, Oaxaca, Puebla, San Luis Potosí y Tijuana. A partir del 2000, Fotoseptiembre forma parte de la red de festivales de fotografía Festival de la Luz.
Hasta 2005, se habían realizado siete ediciones, y hasta entonces se presentaron aproximadamente 3000 exposiciones, visitadas por millones de personas. Desde su creación, el objetivo de Fotoseptiembre ha sido apoyar la diseminación de la actividad fotográfica en todo el país. Este festival ha motivado la realización de ediciones locales, mismas que se asocian a la convocatoria del Centro de la Imagen y entre las que destacan la organizada en el estado de Sonora, así como las que tienen lugar en ciudades como Aguascalientes, Guadalajara, Morelia, Oaxaca, Puebla, San Luis Potosí y Tijuana. A partir del 2000, Fotoseptiembre forma parte de la red de festivales de fotografía Festival de la Luz.
En el año 2015 Fotoseptiembre se transformó en Foto México, con la idea de seguir posicionando al festival como un punto de encuentro de la comunidad fotográfica en México y en el ámbito internacional. En su primera edición en 2015 tuvo una oferta que incluyó: 122 sedes, 30 colecciones, 120 exposiciones, 33 museos, más de 500 fotógrafos en 33 diferentes ciudades.

### Publicaciones
En 1992, el CONACULTA inició la publicación de la revista bilingüe (español/inglés) Luna Córnea como un espacio de reflexión y análisis en torno a la fotografía. El primer número de la revista apareció durante el invierno de 1992-1993 y se publicó de forma bianual hasta el número 30 de 2005. Entre 2007 y 2014 se publicó de forma anual y luego bienal. 
Entre 2015 y 2016, Gaceta Luna Córnea, sustituyó al formato original de Luna Córnea, con una publicación cuatrimestral y gratuita. En 2018, se retomó la publicación del formato original de Luna Córnea.